# Нандиграм (подокруг)
Нандиграм (бенг. নন্দীগ্রাম, англ. Nandigram) — подокруг на севере Бангладеш. Входит в состав округа Богра. Образован в 1932 году. Административный центр — город Нандиграм. Площадь подокруга — 265,47 км². По данным переписи 1991 года численность населения подокруга составляла 147 557 человек. Плотность населения равнялась 556 чел. на 1 км². Уровень грамотности населения составлял 36,9 %. Религиозный состав: мусульмане — 85,99 %, индуисты — 13,69 %, прочие — 0,32 %.